# Островиці
Островіце (пол. Ostrowice) — село в Польщі, у гміні Островіце Дравського повіту Західнопоморського воєводства.
Населення — 545 осіб (2011).
У 1975-1998 роках село належало до Кошалінського воєводства.

## Демографія
Демографічна структура станом на 31 березня 2011 року:
|          | Загалом | Допрацездатний вік | Працездатний вік | Постпрацездатний вік |
| -------- | ------- | ------------------ | ---------------- | -------------------- |
| Чоловіки | 272     | 50                 | 198              | 24                   |
| Жінки    | 273     | 44                 | 171              | 58                   |
| Разом    | 545     | 94                 | 369              | 82                   |